# Amalia Schütz
Amalia Schütz   (Viena, 22 de gener de 1803 - Baden bei Wien i Viena, 21 de setembre de 1852) coneguda amb el nom artístic d'Amalia Schütz Oldosi, va ser una soprano austríaca de principis del segle XIX que va actuar a Àustria, França, Anglaterra i Itàlia.

## Biografia
Amalie Schütz, era filla del pintor vienès Joseph Holdhaus, Schütz va rebre la seva formació a Viena d'Antonio Salieri i Giuseppe Tomaselli. Va debutar el 1821 al Theater an der Wien, on va cantar papers de Rossini com a soprano o mezzosoprano. El 1820 es va casar amb el baríton Joseph Schütz, també contractat per aquest teatre.
El 1822–1823, va cantar al "Wiener Hofoper" i va substituir a Wilhelmine Schröder-Devrient en el paper principal a Cordelia de Conradin Kreutzer, paper que assumirà com a part de la seva carrera internacional al teatre alemany d'Amsterdam. El 1825, va actuar a París, on va forjar el seu nom artístic "Schütz-Oldosi", component el nom del seu marit i una forma italiana del seu nom de soltera. Ràpidament es va convertir en una de les primeres cantants femenines de l'època, enfrontant-se a Giuditta Pasta i Joséphine Fodor-Mainvielle. El 1828, va cantar al "Théâtre italien" de París el paper d'Elena a La donna del lago de Rossini, que també va donar al "King's Theatre" de Londres.
El moment més destacat de la seva carrera va tenir lloc a Itàlia. El 1830, Schütz va debutar a La Scala de Milà com Giulietta a I Capuleti e i Montecchi de Bellini. Després va actuar als escenaris d'òpera de Nàpols, Florència, Bolonya, Lucca i Roma per cantar Rossini, Bellini i Donizetti.
El 1835, va tornar a Viena per al Festival d'Òpera Italiana i va tornar a cantar a l'Hofoper La sonnambula de Bellini i Anna Bolena de Donizetti. El 1836, va estrenar a Nàpols el paper de Serafina a Il campanello de Donizetti.
El 1838 es va retirar dels escenaris i es va dedicar únicament als concerts. Després es va traslladar a Viena com a professora de cant. Va ser convidada una vegada més a Londres, poc abans de morir als 49 anys.
Amalie Schütz està enterrada al cementiri de Santa Helena de Baden.